# West Livingston
West Livingston est une census-designated place située dans le comté de Polk, dans l’État du Texas, aux États-Unis. Sa population s’élevait à 8 156 habitants lors du recensement de 2020.